# 원무 (영화)
《원무》(Grudge)는 1976년 개봉된 대한민국의 공포 영화이다.

## 캐스팅

### 주연
- 여수진
- 유명국
- 한은진